# Semiothisa tulareata
Semiothisa tulareata là một loài bướm đêm trong họ Geometridae.